# Цуренська сільська рада
Цу́ренська сільська́ ра́да — адміністративно-територіальна одиниця та орган місцевого самоврядування в Герцаївському районі Чернівецької області. Адміністративний центр — село Цурень.

## Загальні відомості
- Населення ради: 1 876 осіб (станом на 2001 рік)

## Населені пункти
Сільській раді підпорядковані населені пункти:
- с. Цурень
- с. Маморниця
- с. Маморниця Вама

## Склад ради
Рада складається з 18 депутатів та голови.
- Голова ради: Мельник Денис Дмитрович
- Секретар ради: Котик Наталія Василівна

### Керівний склад попередніх скликань
| Прізвище, ім'я, по батькові | Основні відомості                                                 | Дата обрання | Дата звільнення |
| --------------------------- | ----------------------------------------------------------------- | ------------ | --------------- |
| Мельник Дмитро Іванович     | Сільський голова, 1962 року народження                            | 25.10.1998   | 01.10.2008      |
| Резник Орися Іллівна        | Сільський голова, 1957 року народження, безпартійний              | 15.03.2009   | 31.10.2010      |
| Ястремська Лілія Віорелівна | Сільський голова, 1986 року народження, освіта вища, позапартійна | 31.10.2010   | 25.10.2020      |
| Мельник Денис Дмитрович     | Сільський голова, 1986 року народження, освіта вища               | 25.10.2020   |                 |

Примітка: таблиця складена за даними сайту Верховної Ради України

### Депутати
За результатами місцевих виборів 2010 року депутатами ради стали:

#### За суб'єктами висування
| Суб'єкт висування      | Кількість обраних депутатів | %    |
| ---------------------- | --------------------------- | ---- |
| Самовисування          | 15                          | 83,3 |
| Партія регіонів        | 2                           | 11,1 |
| Аграрна партія України | 1                           | 5,6  |

#### За округами
| № округу               | Прізвище, ім'я, по батькові      | Дата визнання обраним | Освіта             | Партійна приналежність       | Відомості про обраного депутата                                        |
| ---------------------- | -------------------------------- | --------------------- | ------------------ | ---------------------------- | ---------------------------------------------------------------------- |
| Аграрна партія України |                                  |                       |                    |                              |                                                                        |
| 8                      | Данчило Георгій Олександрович    | 05.11.2010            | середня            | член Аграрної партії України | ДДГ «Чернівецьке», охоронець                                           |
| Партія регіонів        |                                  |                       |                    |                              |                                                                        |
| 3                      | Ястремський Іван Васильович      | 05.11.2010            | середня спеціальна | член Партії регіонів         | Острицька амбулаторія загальної практики — сімейної медицини, фельдшер |
| 7                      | Танасой Ігор Ілліч               | 05.11.2010            | вища               | член Партії регіонів         | Радгоспівська загальноосвітня школа, вчитель                           |
| Самовисування          |                                  |                       |                    |                              |                                                                        |
| 1                      | Іванюк Микола Васильович         | 05.11.2010            | середня            | позапартійний                | тимчасово не працює                                                    |
| 2                      | Оліник Драгош Олександрович      | 05.11.2010            | вища               | позапартійний                | Радгоспівська загальноосвітня школа, директор                          |
| 4                      | Гажук Валентин Георгійович       | 05.11.2010            | середня            | позапартійний                | МПЗ «Колос», водій                                                     |
| 5                      | Данчіло Іван Олександрович       | 05.11.2010            | вища               | позапартійний                | СТОВ «Евросвінка», директор                                            |
| 6                      | Чоропіта Валерій Костянт         | 05.11.2010            | середня            | член Партії регіонів         | Радгоспівська загальноосвітня школа, оператор                          |
| 9                      | Кушнірюк Степан Петрович         | 05.11.2010            | середня            | позапартійний                | приватний підприємець                                                  |
| 10                     | Котик Наталія Василівна          | 14.11.2010            | вища               | позапартійна                 | Маморницька бібліотека, завідувачка бібліотеки                         |
| 11                     | Чоботар Андрій Васильович        | 05.11.2010            | середня            | позапартійний                | тимчасово не працює                                                    |
| 12                     | Шкурмеда Віоріка Михайлівна      | 05.11.2010            | середня            | позапартійна                 | тимчасово не працює                                                    |
| 13                     | Мельничук Віктор Георгійович     | 05.11.2010            | середня            | позапартійний                | ПП Ястремський В. М., водій                                            |
| 14                     | Найман Марія Іванівна            | 05.11.2010            | середня            | позапартійна                 | приватний підприємець                                                  |
| 15                     | Брішке Ігор Костянтинович        | 05.11.2010            | середня            | позапартійний                | ДДГ «Чернівецьке», водій                                               |
| 16                     | Пантелей Володимир Костянтинович | 05.11.2010            | середня            | позапартійний                | приватний підприємець                                                  |
| 17                     | Горенко Василь Васильович        | 05.11.2010            | середня            | позапартійний                | пенсіонер                                                              |
| 18                     | Яцку Діана Міхайлівна            | 05.11.2010            | середня            | позапартійна                 | приватний підприємець                                                  |